# Xeno Müller
Xeno Müller (Zürich, 7 augustus 1972) is een Zwitsers roeier. Müller haalde zijn grootste succes met het behalen van olympisch goud in 1996 en de zilveren medaille tijdens de Olympische Zomerspelen 2000.

## Resultaten
- Wereldkampioenschappen roeien 1991 in Wenen 11e in de skiff
- Olympische Zomerspelen 1992 in Barcelona 12e in de skiff
- Wereldkampioenschappen roeien 1993 in Račice 8e in de skiff
- Wereldkampioenschappen roeien 1994 in Indianapolis  in de skiff
- Wereldkampioenschappen roeien 1995 in Tampere 6e in de skiff
- Olympische Zomerspelen 1996 in Atlanta  in de skiff
- Wereldkampioenschappen roeien 1998 in Keulen  in de skiff
- Wereldkampioenschappen roeien 1999 in St. Catharines  in de skiff
- Olympische Zomerspelen 2000 in Sydney  in de skiff
- Wereldkampioenschappen roeien 2001 in Luzern 5e in de skiff

1900: Hermann Barrelet ·
1904: Frank Greer ·
1908: Harry Blackstaffe ·
1912: William Kinnear ·
1920: John B. Kelly, Sr. ·
1924: Jack Beresford ·
1928: Henry Pearce ·
1932: Henry Pearce ·
1936: Gustav Schäfer ·
1948: Mervyn Wood ·
1952: Joeri Tjoekalov ·
1956: Vjatsjeslav Ivanov ·
1960: Vjatsjeslav Ivanov ·
1964: Vjatsjeslav Ivanov ·
1968: Jan Wienese ·
1972: Joeri Malysjev ·
1976: Pertti Karppinen ·
1980: Pertti Karppinen ·
1984: Pertti Karppinen ·
1988: Thomas Lange ·
1992: Thomas Lange ·
1996: Xeno Müller ·
2000: Robert Waddell ·
2004: Olaf Tufte ·
2008: Olaf Tufte ·
2012: Mahe Drysdale ·
2016: Mahe Drysdale ·
2020: Stefanos Douskos ·
2024: Oliver Zeidler